# Taxinomie des lémuriformes

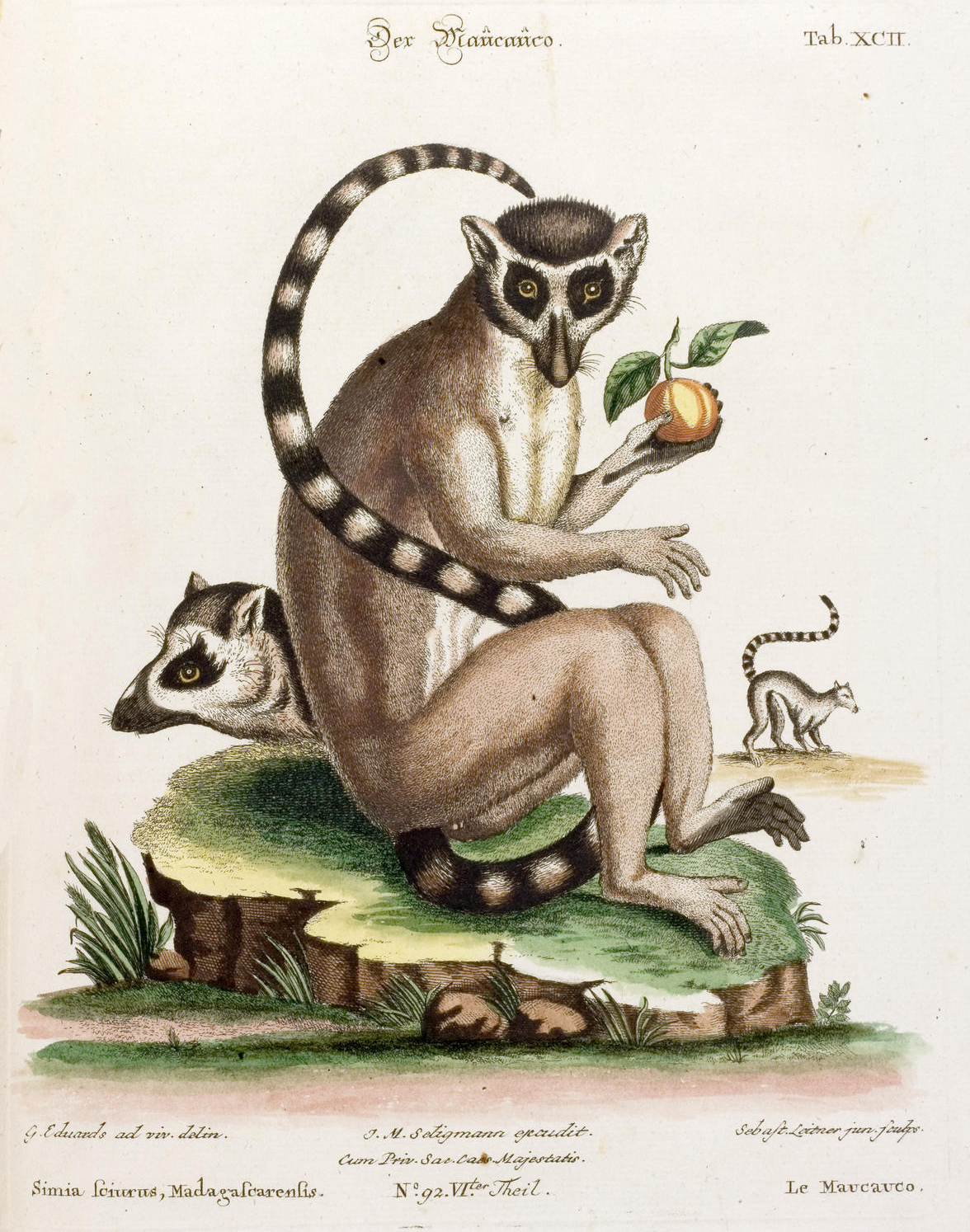
Le Lémur catta a été un des premiers lémuriens décrits et classés par Carl von Linné en 1753.

La taxinomie des lémuriens commence en 1753, lorsque Carl von Linné commence à les classifier et reste controversée jusqu'à aujourd'hui, avec environ 70 à 100 taxons (espèces et sous-espèces) reconnus, selon l'acception du terme « espèce ». Ayant connu leur propre évolution en toute indépendance sur Madagascar, les lémuriens se sont diversifiés pour occuper de nombreuses niches écologiques normalement occupées par d'autres types de mammifères. Ils comprennent les plus petits primates au monde et, autrefois, en comprenaient certains des plus grands. Depuis l'arrivée de l'Homme sur l'île, il y a environ 2 000 ans, les lémuriens n'occupent plus que près de 10 % de l'île et nombre d'entre eux sont menacés d'extinction. Les préoccupations sur la conservation de lémuriens ont affecté leur taxonomie, le statut d'espèce distincte prodiguant une attention accrue sur leur conservation par rapport à celui de sous-espèce.
Au cours des 10 à 20 dernières années, il y a eu une forte augmentation du nombre d'espèces et de sous-espèces reconnues de lémuriens à la fois par la découverte de nouvelles espèces et le passage de sous-espèces existant au niveau d'espèce à part entière. Actuellement, il existe environ 100 espèces ou sous-espèces de lémuriens vivants, divisées en cinq familles et quinze genres. Si on y incluait les lémuriens éteints, trois familles, il faudrait y ajouter huit genres et dix-sept espèces de plus. L'augmentation récente du nombre d'espèces est due à la fois à une amélioration des analyses génétiques et à une volonté accrue en matière de conservation ayant encouragé la protection de populations de lémuriens isolées et distinctes. Certains membres de la communauté scientifique n'appuient pas ces changements taxonomiques, préférant estimer le nombre d'espèces actuelles de lémuriens à 50.
C'est l'amélioration de la connaissance de la relation entre l'aye-aye et le reste des lémuriens qui a eu le plus d'impact sur la taxonomie des lémuriens au niveau de la famille et au-dessus. L'analyse génétique de cette relation a également clarifié la phylogénie de lémuriens et conforté l'hypothèse que les lémuriens sont arrivés à Madagascar sur des radeaux à la dérive. Malgré l'accord général sur la phylogénie, la taxonomie fait encore débat.

## Historique

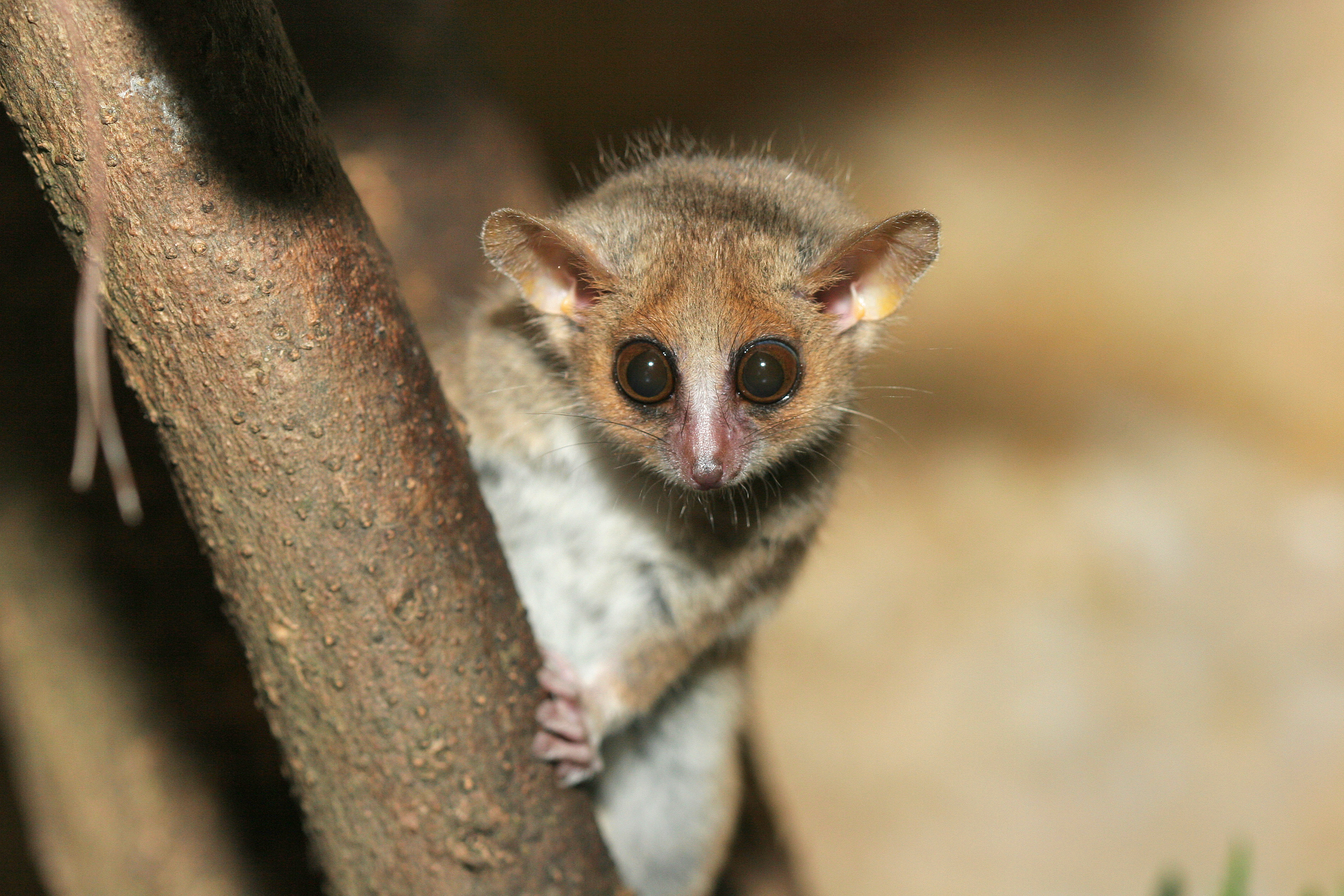
Les microcèbes sont les plus petits primates au monde et aussi l'un des genres de lémurs des plus diversifiés.

Depuis leur arrivée sur Madagascar, les lémuriens ont diversifié tant leur comportement que leur morphologie. Ils ont rivalisé en diversité avec les singes retrouvés dans le reste du monde, notamment lorsque l'on prend en compte les lémuriens récemment éteints. Allant de la taille du microcèbe de Mme Berthe, le plus petit primate du monde, à celle du aujourd'hui disparu Archaeoindris fontoynonti, les lémuriens ont évolué vers des moyens de locomotion diversifiés, différents niveaux de complexité sociale, et des adaptations originales aux conditions climatiques locales. Ils sont allés occuper de nombreuses niches ailleurs occupées par des singes, des écureuils, des pics, et de grands ongulés,. En plus d'une incroyable diversité entre familles de lémuriens, on trouve également une grande diversification parmi des lémuriens étroitement apparentés.
L'arrivée de l'homme sur l'île, il y a de 1 500 à 2 000 ans, a eu des répercussions importantes, non seulement sur la taille des populations de lémuriens, mais aussi sur leur diversité. En raison de la destruction de leur habitat et de la chasse, au moins 17 espèces et 8 genres ont disparu et toutes les autres espèces ont vu leur population diminuer,. Historiquement, les lémuriens ont occupé à travers toute l'île une grande variété d'habitats, comme les forêts sèches de feuillus, les forêts de plaine, les fourrés d'épineux, les forêts sub-humides, les forêts de montagne et la mangrove. Aujourd'hui, la totalité des lémuriens n'occupe plus que 10 % de l'île, soit 60 000 km2. La plupart des forêts et des lémuriens restants se trouvent à la périphérie de l'île. Le centre de l'île, les Hauts-Plateaux, a été transformé par les premiers colons en rizières et prairies par le biais d'abattis-brûlis, connus localement sous le nom de « tavy ». L'érosion qui appauvrit le sol, la régénération cyclique des forêts et les brûlis ont fait que la forêt a progressivement fini par ne plus repousser. En 2008, 41 % de tous les taxons de lémuriens étaient menacés d'extinction tandis que 42 % ont été classés sur la Liste rouge de l'UICN comme « données insuffisantes ».

## Aperçu sur la classification taxonomique et phylogénétique
|               | Haplorrhini (tarsiers, singes)                                      |
|               |                                                                     |
| Strepsirrhini | \| \| Loris, pottos,et galagos \| \| \| \| \| \| Lémurs \| \| \| \| |
|               | \| \| Loris, pottos,et galagos \| \| \| \| \| \| Lémurs \| \| \| \| |
|               | Loris, pottos,et galagos                                            |
|               |                                                                     |
|               | Lémurs                                                              |
|               |                                                                     |

|  | Loris, pottos,et galagos |
|  |                          |
|  | Lémurs                   |
|  |                          |

|               | Haplorrhini (tarsiers, singes)                                      |
|               |                                                                     |
| Strepsirrhini | \| \| Loris, pottos,et galagos \| \| \| \| \| \| Lémurs \| \| \| \| |
|               | \| \| Loris, pottos,et galagos \| \| \| \| \| \| Lémurs \| \| \| \| |
|               | Loris, pottos,et galagos                                            |
|               |                                                                     |
|               | Lémurs                                                              |
|               |                                                                     |

|  | Loris, pottos,et galagos |
|  |                          |
|  | Lémurs                   |
|  |                          |

|               | Haplorrhini (tarsiers, singes)                                      |
|               |                                                                     |
| Strepsirrhini | \| \| Loris, pottos,et galagos \| \| \| \| \| \| Lémurs \| \| \| \| |
|               | \| \| Loris, pottos,et galagos \| \| \| \| \| \| Lémurs \| \| \| \| |
|               | Loris, pottos,et galagos                                            |
|               |                                                                     |
|               | Lémurs                                                              |
|               |                                                                     |

|  | Loris, pottos,et galagos |
|  |                          |
|  | Lémurs                   |
|  |                          |

|               | Haplorrhini (tarsiers, singes)                                      |
|               |                                                                     |
| Strepsirrhini | \| \| Loris, pottos,et galagos \| \| \| \| \| \| Lémurs \| \| \| \| |
|               | \| \| Loris, pottos,et galagos \| \| \| \| \| \| Lémurs \| \| \| \| |
|               | Loris, pottos,et galagos                                            |
|               |                                                                     |
|               | Lémurs                                                              |
|               |                                                                     |

|  | Loris, pottos,et galagos |
|  |                          |
|  | Lémurs                   |
|  |                          |

|               | Haplorrhini (tarsiers, singes)                                      |
|               |                                                                     |
| Strepsirrhini | \| \| Loris, pottos,et galagos \| \| \| \| \| \| Lémurs \| \| \| \| |
|               | \| \| Loris, pottos,et galagos \| \| \| \| \| \| Lémurs \| \| \| \| |
|               | Loris, pottos,et galagos                                            |
|               |                                                                     |
|               | Lémurs                                                              |
|               |                                                                     |

|  | Loris, pottos,et galagos |
|  |                          |
|  | Lémurs                   |
|  |                          |

|               | Haplorrhini (tarsiers, singes)                                      |
|               |                                                                     |
| Strepsirrhini | \| \| Loris, pottos,et galagos \| \| \| \| \| \| Lémurs \| \| \| \| |
|               | \| \| Loris, pottos,et galagos \| \| \| \| \| \| Lémurs \| \| \| \| |
|               | Loris, pottos,et galagos                                            |
|               |                                                                     |
|               | Lémurs                                                              |
|               |                                                                     |

|  | Loris, pottos,et galagos |
|  |                          |
|  | Lémurs                   |
|  |                          |

|               | Haplorrhini (tarsiers, singes)                                      |
|               |                                                                     |
| Strepsirrhini | \| \| Loris, pottos,et galagos \| \| \| \| \| \| Lémurs \| \| \| \| |
|               | \| \| Loris, pottos,et galagos \| \| \| \| \| \| Lémurs \| \| \| \| |
|               | Loris, pottos,et galagos                                            |
|               |                                                                     |
|               | Lémurs                                                              |
|               |                                                                     |

|  | Loris, pottos,et galagos |
|  |                          |
|  | Lémurs                   |
|  |                          |

|               | Haplorrhini (tarsiers, singes)                                      |
|               |                                                                     |
| Strepsirrhini | \| \| Loris, pottos,et galagos \| \| \| \| \| \| Lémurs \| \| \| \| |
|               | \| \| Loris, pottos,et galagos \| \| \| \| \| \| Lémurs \| \| \| \| |
|               | Loris, pottos,et galagos                                            |
|               |                                                                     |
|               | Lémurs                                                              |
|               |                                                                     |

|  | Loris, pottos,et galagos |
|  |                          |
|  | Lémurs                   |
|  |                          |

Dans son premier volume de Systema Naturae paru en 1753, Carl von Linné, le fondateur de la nomenclature binominale classique, a créé le genre 'Lemur' pour y inclure trois espèces : Lemur tardigradus (le Loris grêle, maintenant connu sous le nom de Loris tardigradus), Lemur catta (le Lémur catta) et Lemur volans (le Colugo des Philippines, maintenant connu sous le nom de Cynocephalus volans). Bien que le terme « lémuriens » ait été apparemment d'abord destiné aux loris, il a été rapidement appliqué aux primates endémiques de Madagascar qui sont connus depuis comme des lémuriens. Le nom dérive du terme latin lemures, qui fait référence aux « esprits des morts » de la mythologie romaine. Linné était familier des habitudes nocturnes et de l'aspect fantomatique des lémuriens et des loris, ainsi que de leurs mouvements silencieux la nuit, de leurs yeux réfléchissant la lumière et de leurs cris fantomatiques. Il peut également avoir eu connaissance que certains peuples malgaches avaient des légendes faisant des lémuriens les âmes de leurs ancêtres. Familier des œuvres de Virgile et d'Ovide, il a vu là une analogie qui cadrait avec son schéma de dénomination et Linné a adapté le terme lémurien pour désigner les primates nocturnes.
Depuis la première classification taxonomique des lémuriens en 1758 par Carl von Linné, de nombreux changements y ont été apportés. Dans l'ordre des Primates, les scandentiens ont été considérés comme les primates primitifs, des prosimiens proches des lémuriens, jusque dans les années 1980. Les dermoptères, parfois considérés à tort comme des « lémuriens volants », étaient autrefois considérés comme des primates proches des lémuriens, mais ils ont été ensuite reclassés comme des proches parents des chauves-souris et, plus récemment, ont été remis comme des proches parents des primates mais au sein de leur propre ordre, les Dermoptera. Les primates, ainsi que leurs parents les plus proches, les scandentiens, les dermoptères et les plésiadapiformes éteints depuis longtemps, forment le clade non classé des Euarchonta dans les Euarchontoglires. En outre, tous les Loridae qui, à l'origine, avaient été placés par Linné dans le genre des lémuriens ont depuis été déplacés soit dans leur propre infra-ordre, les lorisiformes, soit dans leur propre super-famille, les Lorisoidea dans l'ordre des lémuriformes,.
Pour les primates malgaches, les nomenclatures taxonomiques ont proliféré dans les années 1800, avec l'aide de taxonomistes comme Albert Günther et John Edward Gray, et des naturalistes et explorateurs, comme Alfred Grandidier et Alphonse Milne-Edwards,. La nomenclature taxonomique de lémuriens n'a été réglée que des décennies plus tard, lorsque Ernst Schwarz la normalisa en 1931,. Il a fallu attendre les années 1990 pour que cette nomenclature connaisse une nouvelle vague de changements.

## Classification supragénérique
Depuis le XIXe siècle, la classification des lémuriens au-dessus du niveau du genre a connu de nombreux changements. Les premiers taxonomistes ont proposé plusieurs classifications pour les lémuriens mais, dans l'ensemble, ils ont séparé les Indriidae des autres lémuriens et placé l'aye-aye dans son propre groupe ; certains ont classé les lémurs nains et les microcèbes avec les galagos. En 1915, William King Gregory a publié une classification qui a généralement été admise pendant les décennies suivantes. Il a placé tous les lémuriens dans une « série » les lémuriformes et les a répartis en trois familles : Daubentoniidae, Indriidae et Lemuridae (comprenant les Cheirogaleidae et les Lepilemuridae). La classification de 1945 de George Gaylord Simpson a placé les scandentiens et Anagale aujourd'hui disparus (tous deux classés hors des primates) à l'intérieur des lémuriformes et classé les familles fossiles des Plesiadapidae et des Adapidae dans une super-famille des Lemuroidea avec la plupart des lémuriens.
Bien que les scandentiens, les plésiadapidés et leurs proches ne soient plus considérés comme étant étroitement apparentés aux lémuriens, des désaccords persistent sur la classification des lémuriens et des groupes connexes, conduisant à deux classifications entrant en concurrence au niveau des infra-ordres et des super-familles de Strepsirrhini. Colin Groves, dans son édition de 2005 de son Mammal Species of the World, classe les strepsirrhiniens actuels en trois infra-ordres et deux super-familles. Il place l'aye-aye dans son propre infra-ordre, distinct de deux autres : les lémuriformes et les lorisiformes. Ce placement des ayes-ayes a reçu peu de soutien dans la littérature académique et, plus récemment, Mittermeier, Groves et d'autres éditeurs ont ignoré ce modèle de classification. Une autre classification traite les infra-ordres et les super-familles différemment, mais en utilisant le même arbre phylogénétique général. Elle classe tous les strepsirrhiniens actuels dans le même infra-ordre, les loris et les lémuriens étant répartis dans des super-familles distinctes.
| 3 infra-ordres, 2 super-familles | 1 infra-ordre, 2 super-familles, |
| --- | --- |
| - Ordre Primates - Sous-ordre Strepsirrhini : prosimiens autres que les tarsiers - Infra-ordre Chiromyiformes : Aye-aye - Infra-ordre Lemuriformes - Super-famille Cheirogaleoidea - Famille Cheirogaleidae - Super-famille Lemuroidea - Famille Archaeolemuridae (éteint) - Famille Indriidae - Famille Lemuridae - Famille Lepilemuridae - Famille Megaladapidae (éteint) - Famille Palaeopropithecidae (éteint) - Infra-ordre Lorisiformes : galagos et loris - Sous-ordre Haplorrhini : tarsiers, singes | - Ordre Primates - Sous-ordre Strepsirrhini : prosimiens autres que les tarsiers - Infra-ordre Lemuriformes - Superfamille Lemuroidea : lémuriens - Famille Archaeolemuridae (éteint) - Famille Cheirogaleidae - Famille Daubentoniidae : Aye-aye - Famille Indriidae - Famille Lemuridae - Famille Lepilemuridae - Famille Megaladapidae (éteint) - Famille Palaeopropithecidae (éteint) : - Super-famille Lorisoidea : galagos et loris - Sous-ordre Haplorrhini : tarsiers, singes |

La classification des lémuriens a suscité plusieurs débats approfondis. Les plus importants d'entre eux ont porté sur la place controversée de l'aye-aye, et ce depuis son introduction dans les systèmes de classification occidentale en 1782 et encore jusqu'à récemment en 2007,,. Élément charnière de par ses caractéristiques morphologiques et moléculaires, il a eu de profondes influences sur les théories scientifiques. Opposé à la théorie de Darwin sur la sélection naturelle, Richard Owen affirme en 1863 que les caractéristiques de l'aye-aye, comme ses incisives à croissance continue et son long doigt majeur très flexible parfaitement adaptés à la recherche de nourriture par extraction, ne pouvaient pas avoir évolué progressivement par sélection naturelle. Plus récemment, le placement de l'aye-aye au sein de l'ordre des primates a posé problème pour l'hypothèse de la dispersion par radeau et leur colonisation de Madagascar. Si cette espèce ne forme pas un groupe monophylétique avec le reste des lémuriens, il faudrait des colonisations multiples pour expliquer la distribution actuelle des primates (non humains) sur Madagascar.

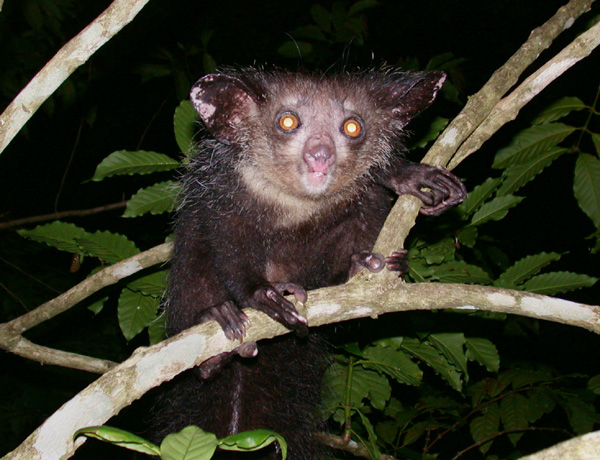
L'aye-aye est traditionnellement difficile à classer en raison de son aspect original.

Jusqu'à la publication en 1866 par Richard Owen d'une étude anatomique complète de l'aye-aye (genre Daubentonia), les premiers naturalistes ne savaient pas si cet animal était un primate, un rongeur ou un marsupial,,. À la fin du XVIIIe siècle, par exemple, l'aye-aye était classé avec le genre Sciurus, comptant des écureuils. En relevant ses caractéristiques communes avec les primates comme sa barre postorbitaire, sa vision stéréoscopique et son pouce opposable, même si l'animal avait des dents analogues à celles des rongeurs, Owen a démontré son affinité avec les autres primates,. En 1996, Friderun Ankel-Simons a démontré que la forme et la disposition de ses incisives temporaires montrent l'ascendance commune avec les primates à peigne dentaire. Toutefois, la place de l'aye-aye parmi les primates restait problématique jusqu'aux techniques plus modernes du génie génétique. Son caryotype s'est révélé sensiblement différent de celui de ses proches parents, les loris et autres lémuriens, avec un 15 paires de chromosomes. En se basant sur son anatomie, les chercheurs ont trouvé des indices pour considérer le genre Daubentonia comme un indriidé spécialisé, un groupe frère des strepsirrhiniens et monotypique ainsi qu'un taxon appartenant à l'ordre des primates depuis une durée indéterminée. En 1931, Schwarz avait classé l'aye-aye comme dérivé des Indriidae, affirmant que tous les lémuriens constituaient un groupe monophylétique, alors que Reginald Innes Pocock l'avait précédemment placé en dehors des lémuriens. La même année, Anthony et Coupin ont classé l'aye-aye dans l'infra-ordre des Chiromyiformes, un groupe frère des autres strepsirrhiniens. Colin Groves a confirmé cette classification en 2005 car il n'était pas entièrement convaincu que l'aye-aye formait un clade avec les autres lémuriens malgaches, malgré des tests moléculaires qui montraient que les Daubentoniidae constituaient un groupe de base pour tous les lémuriformes,. En 2008, Russell Mittermeier, Colin Groves, et d'autres ont ignoré une taxonomie de niveau supérieur en définissant les lémuriens comme un clade monophylétique contenant cinq familles, dont les Daubentoniidae.
Une nouvelle interprétation des origines de l'aye-aye a remis en question cette origine unique des lémuriens en se basant sur des comparaisons entre l'aye-aye et un primate strepsirrhinien fossile d'Afrique, Plesiopithecus. Les similitudes dans la forme du crâne et la morphologie de la mâchoire inférieure ont soulevé la question de savoir si cet animal ne pourrait pas être un ancêtre de l'aye-aye. Toutefois, la mise en place d'un ancêtre africain pour l'aye-aye nécessiterait plusieurs colonisations de Madagascar par les strepsirrhiniens. Des tests moléculaires peuvent offrir un soutien à cette hypothèse car ils montrent que la famille de l'aye-aye a été la première à diverger dans le clade des lémuriens et que les autres familles n'ont divergé que beaucoup plus tard.
Souvent classés avec les galagos par les premiers chercheurs, les chéirogaleidés ont été placés avec les autres lémuriens par Gregory en 1915 et ce, jusqu'au début des années 1970, lorsque plusieurs anthropologues ont proposé qu'ils soient plus étroitement apparentés aux lorisiformes, en se basant sur des données morphologiques,. Cependant, diverses études génétiques approfondies les ont à la quasi-unanimité placé dans le clade des lémuriformes et Groves, qui était partisan de la relation cheirogaleidés-lorisiformes dans un document de 1974, laissait tomber cette idée en 2001,,.
|  | Galagidae |
|  |           |
|  | Loridae   |
|  |           |

|  | Lemuridae              |
|  |                        |
|  | Megaladapidae (éteint) |
|  |                        |

|  | Lepilemuridae  |
|  |                |
|  | Cheirogaleidae |
|  |                |

|  | Archaeolemuridae (éteint)                                                  |
|  |                                                                            |
|  | \| \| Palaeopropithecidae (éteint) \| \| \| \| \| \| Indriidae \| \| \| \| |
|  |                                                                            |
|  | Palaeopropithecidae (éteint)                                               |
|  |                                                                            |
|  | Indriidae                                                                  |
|  |                                                                            |

|  | Palaeopropithecidae (éteint) |
|  |                              |
|  | Indriidae                    |
|  |                              |

|  | Archaeolemuridae (éteint)                                                  |
|  |                                                                            |
|  | \| \| Palaeopropithecidae (éteint) \| \| \| \| \| \| Indriidae \| \| \| \| |
|  |                                                                            |
|  | Palaeopropithecidae (éteint)                                               |
|  |                                                                            |
|  | Indriidae                                                                  |
|  |                                                                            |

|  | Palaeopropithecidae (éteint) |
|  |                              |
|  | Indriidae                    |
|  |                              |

|  | Lepilemuridae  |
|  |                |
|  | Cheirogaleidae |
|  |                |

|  | Archaeolemuridae (éteint)                                                  |
|  |                                                                            |
|  | \| \| Palaeopropithecidae (éteint) \| \| \| \| \| \| Indriidae \| \| \| \| |
|  |                                                                            |
|  | Palaeopropithecidae (éteint)                                               |
|  |                                                                            |
|  | Indriidae                                                                  |
|  |                                                                            |

|  | Palaeopropithecidae (éteint) |
|  |                              |
|  | Indriidae                    |
|  |                              |

|  | Archaeolemuridae (éteint)                                                  |
|  |                                                                            |
|  | \| \| Palaeopropithecidae (éteint) \| \| \| \| \| \| Indriidae \| \| \| \| |
|  |                                                                            |
|  | Palaeopropithecidae (éteint)                                               |
|  |                                                                            |
|  | Indriidae                                                                  |
|  |                                                                            |

|  | Palaeopropithecidae (éteint) |
|  |                              |
|  | Indriidae                    |
|  |                              |

|  | Lemuridae              |
|  |                        |
|  | Megaladapidae (éteint) |
|  |                        |

|  | Lepilemuridae  |
|  |                |
|  | Cheirogaleidae |
|  |                |

|  | Archaeolemuridae (éteint)                                                  |
|  |                                                                            |
|  | \| \| Palaeopropithecidae (éteint) \| \| \| \| \| \| Indriidae \| \| \| \| |
|  |                                                                            |
|  | Palaeopropithecidae (éteint)                                               |
|  |                                                                            |
|  | Indriidae                                                                  |
|  |                                                                            |

|  | Palaeopropithecidae (éteint) |
|  |                              |
|  | Indriidae                    |
|  |                              |

|  | Archaeolemuridae (éteint)                                                  |
|  |                                                                            |
|  | \| \| Palaeopropithecidae (éteint) \| \| \| \| \| \| Indriidae \| \| \| \| |
|  |                                                                            |
|  | Palaeopropithecidae (éteint)                                               |
|  |                                                                            |
|  | Indriidae                                                                  |
|  |                                                                            |

|  | Palaeopropithecidae (éteint) |
|  |                              |
|  | Indriidae                    |
|  |                              |

|  | Lepilemuridae  |
|  |                |
|  | Cheirogaleidae |
|  |                |

|  | Archaeolemuridae (éteint)                                                  |
|  |                                                                            |
|  | \| \| Palaeopropithecidae (éteint) \| \| \| \| \| \| Indriidae \| \| \| \| |
|  |                                                                            |
|  | Palaeopropithecidae (éteint)                                               |
|  |                                                                            |
|  | Indriidae                                                                  |
|  |                                                                            |

|  | Palaeopropithecidae (éteint) |
|  |                              |
|  | Indriidae                    |
|  |                              |

|  | Archaeolemuridae (éteint)                                                  |
|  |                                                                            |
|  | \| \| Palaeopropithecidae (éteint) \| \| \| \| \| \| Indriidae \| \| \| \| |
|  |                                                                            |
|  | Palaeopropithecidae (éteint)                                               |
|  |                                                                            |
|  | Indriidae                                                                  |
|  |                                                                            |

|  | Palaeopropithecidae (éteint) |
|  |                              |
|  | Indriidae                    |
|  |                              |

|  | Lemuridae              |
|  |                        |
|  | Megaladapidae (éteint) |
|  |                        |

|  | Lepilemuridae  |
|  |                |
|  | Cheirogaleidae |
|  |                |

|  | Archaeolemuridae (éteint)                                                  |
|  |                                                                            |
|  | \| \| Palaeopropithecidae (éteint) \| \| \| \| \| \| Indriidae \| \| \| \| |
|  |                                                                            |
|  | Palaeopropithecidae (éteint)                                               |
|  |                                                                            |
|  | Indriidae                                                                  |
|  |                                                                            |

|  | Palaeopropithecidae (éteint) |
|  |                              |
|  | Indriidae                    |
|  |                              |

|  | Archaeolemuridae (éteint)                                                  |
|  |                                                                            |
|  | \| \| Palaeopropithecidae (éteint) \| \| \| \| \| \| Indriidae \| \| \| \| |
|  |                                                                            |
|  | Palaeopropithecidae (éteint)                                               |
|  |                                                                            |
|  | Indriidae                                                                  |
|  |                                                                            |

|  | Palaeopropithecidae (éteint) |
|  |                              |
|  | Indriidae                    |
|  |                              |

|  | Lepilemuridae  |
|  |                |
|  | Cheirogaleidae |
|  |                |

|  | Archaeolemuridae (éteint)                                                  |
|  |                                                                            |
|  | \| \| Palaeopropithecidae (éteint) \| \| \| \| \| \| Indriidae \| \| \| \| |
|  |                                                                            |
|  | Palaeopropithecidae (éteint)                                               |
|  |                                                                            |
|  | Indriidae                                                                  |
|  |                                                                            |

|  | Palaeopropithecidae (éteint) |
|  |                              |
|  | Indriidae                    |
|  |                              |

|  | Archaeolemuridae (éteint)                                                  |
|  |                                                                            |
|  | \| \| Palaeopropithecidae (éteint) \| \| \| \| \| \| Indriidae \| \| \| \| |
|  |                                                                            |
|  | Palaeopropithecidae (éteint)                                               |
|  |                                                                            |
|  | Indriidae                                                                  |
|  |                                                                            |

|  | Palaeopropithecidae (éteint) |
|  |                              |
|  | Indriidae                    |
|  |                              |

|  | Lemuridae              |
|  |                        |
|  | Megaladapidae (éteint) |
|  |                        |

|  | Lepilemuridae  |
|  |                |
|  | Cheirogaleidae |
|  |                |

|  | Archaeolemuridae (éteint)                                                  |
|  |                                                                            |
|  | \| \| Palaeopropithecidae (éteint) \| \| \| \| \| \| Indriidae \| \| \| \| |
|  |                                                                            |
|  | Palaeopropithecidae (éteint)                                               |
|  |                                                                            |
|  | Indriidae                                                                  |
|  |                                                                            |

|  | Palaeopropithecidae (éteint) |
|  |                              |
|  | Indriidae                    |
|  |                              |

|  | Archaeolemuridae (éteint)                                                  |
|  |                                                                            |
|  | \| \| Palaeopropithecidae (éteint) \| \| \| \| \| \| Indriidae \| \| \| \| |
|  |                                                                            |
|  | Palaeopropithecidae (éteint)                                               |
|  |                                                                            |
|  | Indriidae                                                                  |
|  |                                                                            |

|  | Palaeopropithecidae (éteint) |
|  |                              |
|  | Indriidae                    |
|  |                              |

|  | Lepilemuridae  |
|  |                |
|  | Cheirogaleidae |
|  |                |

|  | Archaeolemuridae (éteint)                                                  |
|  |                                                                            |
|  | \| \| Palaeopropithecidae (éteint) \| \| \| \| \| \| Indriidae \| \| \| \| |
|  |                                                                            |
|  | Palaeopropithecidae (éteint)                                               |
|  |                                                                            |
|  | Indriidae                                                                  |
|  |                                                                            |

|  | Palaeopropithecidae (éteint) |
|  |                              |
|  | Indriidae                    |
|  |                              |

|  | Archaeolemuridae (éteint)                                                  |
|  |                                                                            |
|  | \| \| Palaeopropithecidae (éteint) \| \| \| \| \| \| Indriidae \| \| \| \| |
|  |                                                                            |
|  | Palaeopropithecidae (éteint)                                               |
|  |                                                                            |
|  | Indriidae                                                                  |
|  |                                                                            |

|  | Palaeopropithecidae (éteint) |
|  |                              |
|  | Indriidae                    |
|  |                              |

|  | Galagidae |
|  |           |
|  | Loridae   |
|  |           |

|  | Lemuridae              |
|  |                        |
|  | Megaladapidae (éteint) |
|  |                        |

|  | Lepilemuridae  |
|  |                |
|  | Cheirogaleidae |
|  |                |

|  | Archaeolemuridae (éteint)                                                  |
|  |                                                                            |
|  | \| \| Palaeopropithecidae (éteint) \| \| \| \| \| \| Indriidae \| \| \| \| |
|  |                                                                            |
|  | Palaeopropithecidae (éteint)                                               |
|  |                                                                            |
|  | Indriidae                                                                  |
|  |                                                                            |

|  | Palaeopropithecidae (éteint) |
|  |                              |
|  | Indriidae                    |
|  |                              |

|  | Archaeolemuridae (éteint)                                                  |
|  |                                                                            |
|  | \| \| Palaeopropithecidae (éteint) \| \| \| \| \| \| Indriidae \| \| \| \| |
|  |                                                                            |
|  | Palaeopropithecidae (éteint)                                               |
|  |                                                                            |
|  | Indriidae                                                                  |
|  |                                                                            |

|  | Palaeopropithecidae (éteint) |
|  |                              |
|  | Indriidae                    |
|  |                              |

|  | Lepilemuridae  |
|  |                |
|  | Cheirogaleidae |
|  |                |

|  | Archaeolemuridae (éteint)                                                  |
|  |                                                                            |
|  | \| \| Palaeopropithecidae (éteint) \| \| \| \| \| \| Indriidae \| \| \| \| |
|  |                                                                            |
|  | Palaeopropithecidae (éteint)                                               |
|  |                                                                            |
|  | Indriidae                                                                  |
|  |                                                                            |

|  | Palaeopropithecidae (éteint) |
|  |                              |
|  | Indriidae                    |
|  |                              |

|  | Archaeolemuridae (éteint)                                                  |
|  |                                                                            |
|  | \| \| Palaeopropithecidae (éteint) \| \| \| \| \| \| Indriidae \| \| \| \| |
|  |                                                                            |
|  | Palaeopropithecidae (éteint)                                               |
|  |                                                                            |
|  | Indriidae                                                                  |
|  |                                                                            |

|  | Palaeopropithecidae (éteint) |
|  |                              |
|  | Indriidae                    |
|  |                              |

|  | Lemuridae              |
|  |                        |
|  | Megaladapidae (éteint) |
|  |                        |

|  | Lepilemuridae  |
|  |                |
|  | Cheirogaleidae |
|  |                |

|  | Archaeolemuridae (éteint)                                                  |
|  |                                                                            |
|  | \| \| Palaeopropithecidae (éteint) \| \| \| \| \| \| Indriidae \| \| \| \| |
|  |                                                                            |
|  | Palaeopropithecidae (éteint)                                               |
|  |                                                                            |
|  | Indriidae                                                                  |
|  |                                                                            |

|  | Palaeopropithecidae (éteint) |
|  |                              |
|  | Indriidae                    |
|  |                              |

|  | Archaeolemuridae (éteint)                                                  |
|  |                                                                            |
|  | \| \| Palaeopropithecidae (éteint) \| \| \| \| \| \| Indriidae \| \| \| \| |
|  |                                                                            |
|  | Palaeopropithecidae (éteint)                                               |
|  |                                                                            |
|  | Indriidae                                                                  |
|  |                                                                            |

|  | Palaeopropithecidae (éteint) |
|  |                              |
|  | Indriidae                    |
|  |                              |

|  | Lepilemuridae  |
|  |                |
|  | Cheirogaleidae |
|  |                |

|  | Archaeolemuridae (éteint)                                                  |
|  |                                                                            |
|  | \| \| Palaeopropithecidae (éteint) \| \| \| \| \| \| Indriidae \| \| \| \| |
|  |                                                                            |
|  | Palaeopropithecidae (éteint)                                               |
|  |                                                                            |
|  | Indriidae                                                                  |
|  |                                                                            |

|  | Palaeopropithecidae (éteint) |
|  |                              |
|  | Indriidae                    |
|  |                              |

|  | Archaeolemuridae (éteint)                                                  |
|  |                                                                            |
|  | \| \| Palaeopropithecidae (éteint) \| \| \| \| \| \| Indriidae \| \| \| \| |
|  |                                                                            |
|  | Palaeopropithecidae (éteint)                                               |
|  |                                                                            |
|  | Indriidae                                                                  |
|  |                                                                            |

|  | Palaeopropithecidae (éteint) |
|  |                              |
|  | Indriidae                    |
|  |                              |

|  | Lemuridae              |
|  |                        |
|  | Megaladapidae (éteint) |
|  |                        |

|  | Lepilemuridae  |
|  |                |
|  | Cheirogaleidae |
|  |                |

|  | Archaeolemuridae (éteint)                                                  |
|  |                                                                            |
|  | \| \| Palaeopropithecidae (éteint) \| \| \| \| \| \| Indriidae \| \| \| \| |
|  |                                                                            |
|  | Palaeopropithecidae (éteint)                                               |
|  |                                                                            |
|  | Indriidae                                                                  |
|  |                                                                            |

|  | Palaeopropithecidae (éteint) |
|  |                              |
|  | Indriidae                    |
|  |                              |

|  | Archaeolemuridae (éteint)                                                  |
|  |                                                                            |
|  | \| \| Palaeopropithecidae (éteint) \| \| \| \| \| \| Indriidae \| \| \| \| |
|  |                                                                            |
|  | Palaeopropithecidae (éteint)                                               |
|  |                                                                            |
|  | Indriidae                                                                  |
|  |                                                                            |

|  | Palaeopropithecidae (éteint) |
|  |                              |
|  | Indriidae                    |
|  |                              |

|  | Lepilemuridae  |
|  |                |
|  | Cheirogaleidae |
|  |                |

|  | Archaeolemuridae (éteint)                                                  |
|  |                                                                            |
|  | \| \| Palaeopropithecidae (éteint) \| \| \| \| \| \| Indriidae \| \| \| \| |
|  |                                                                            |
|  | Palaeopropithecidae (éteint)                                               |
|  |                                                                            |
|  | Indriidae                                                                  |
|  |                                                                            |

|  | Palaeopropithecidae (éteint) |
|  |                              |
|  | Indriidae                    |
|  |                              |

|  | Archaeolemuridae (éteint)                                                  |
|  |                                                                            |
|  | \| \| Palaeopropithecidae (éteint) \| \| \| \| \| \| Indriidae \| \| \| \| |
|  |                                                                            |
|  | Palaeopropithecidae (éteint)                                               |
|  |                                                                            |
|  | Indriidae                                                                  |
|  |                                                                            |

|  | Palaeopropithecidae (éteint) |
|  |                              |
|  | Indriidae                    |
|  |                              |

|  | Lemuridae              |
|  |                        |
|  | Megaladapidae (éteint) |
|  |                        |

|  | Lepilemuridae  |
|  |                |
|  | Cheirogaleidae |
|  |                |

|  | Archaeolemuridae (éteint)                                                  |
|  |                                                                            |
|  | \| \| Palaeopropithecidae (éteint) \| \| \| \| \| \| Indriidae \| \| \| \| |
|  |                                                                            |
|  | Palaeopropithecidae (éteint)                                               |
|  |                                                                            |
|  | Indriidae                                                                  |
|  |                                                                            |

|  | Palaeopropithecidae (éteint) |
|  |                              |
|  | Indriidae                    |
|  |                              |

|  | Archaeolemuridae (éteint)                                                  |
|  |                                                                            |
|  | \| \| Palaeopropithecidae (éteint) \| \| \| \| \| \| Indriidae \| \| \| \| |
|  |                                                                            |
|  | Palaeopropithecidae (éteint)                                               |
|  |                                                                            |
|  | Indriidae                                                                  |
|  |                                                                            |

|  | Palaeopropithecidae (éteint) |
|  |                              |
|  | Indriidae                    |
|  |                              |

|  | Lepilemuridae  |
|  |                |
|  | Cheirogaleidae |
|  |                |

|  | Archaeolemuridae (éteint)                                                  |
|  |                                                                            |
|  | \| \| Palaeopropithecidae (éteint) \| \| \| \| \| \| Indriidae \| \| \| \| |
|  |                                                                            |
|  | Palaeopropithecidae (éteint)                                               |
|  |                                                                            |
|  | Indriidae                                                                  |
|  |                                                                            |

|  | Palaeopropithecidae (éteint) |
|  |                              |
|  | Indriidae                    |
|  |                              |

|  | Archaeolemuridae (éteint)                                                  |
|  |                                                                            |
|  | \| \| Palaeopropithecidae (éteint) \| \| \| \| \| \| Indriidae \| \| \| \| |
|  |                                                                            |
|  | Palaeopropithecidae (éteint)                                               |
|  |                                                                            |
|  | Indriidae                                                                  |
|  |                                                                            |

|  | Palaeopropithecidae (éteint) |
|  |                              |
|  | Indriidae                    |
|  |                              |

Les classifications de la première moitié du XXe siècle ont réparti les lémuriens dans trois familles : les Daubentoniidae, les Indriidae et les Lemuridae, cette dernière famille contenant les actuels Cheirogaleidae et les Lepilemuridae. Cependant, comme les Lemuridae ne semblaient pas être un clade monophylétique, la famille a ensuite été divisée ; en 1982, par exemple, Tattersall a isolé les Cheirogaleidae regroupant les genres Cheirogaleus, Microcebus et autres taxons apparentés et les Lepilemuridae pour les genres Lepilemur et Hapalemur (dont le grand Hapalémur). Cette classification est encore utilisée à la différence près qu'Hapalemur est placé parmi les Lemuridae,.
Entre les années 1970 et 1990, on a pensé que le genre Varecia pouvait être classé dans les Indriidae ou dans un groupe frère des Lemuridae et des Indriidae, et également que les hapalémurs étaient apparentés aux lépilémurs, mais aucune de ces deux hypothèses n'a été confirmée par la biologie moléculaire. Il manque les deux incisives supérieures à la dentition permanente aux lépilémurs et aux Megaladapis et, en 1981, Groves avait placé les deux dans la famille des Megaladapidae, qu'il avait rebaptisé Lepilemuridae en 2005, ce second nom devant être préféré en vertu du principe d'antériorité. Les recherches génétiques n'ont cependant pas trouvé de relation étroite entre les deux et les Megaladapis ont dû être placés dans une autre famille. Finalement, le genre Lepilemur appartient à la famille des Lepilemuridae tandis que Megaladapis est placé dans celle des Megaladapidae,,. Les Palaeopropithecidae et les Archaeolemuridae sont classés comme des sous-familles des Indriidae jusqu'en 1982, mais sont maintenant reconnus comme des familles distinctes.
Les relations entre les différentes familles de lémuriens ont longtemps été discutées et le problème n'est pas encore complètement réglé. Il existe deux classifications basées sur les données génétiques et moléculaires. L'une (Horvath et al.) contient un plus grand nombre de genres mais moins d'espèces, et classe les Lemuridae dans un groupe frère des Lepilemuridae, Cheirogaleidae et Indriidae. L'autre (Orlando et al.) compte moins de genres mais plus d'espèces et ce sont les Lepilemuridae qui sont un groupe frère des Lemuridae, Cheirogaleidae et Indriidae. Les deux classifications conviennent que les primates malgaches sont monophylétiques et que l'aye-aye est à la base du clade des lémuriformes et s'est séparé très tôt des autres familles,,. Cependant, deux problèmes ne sont pas encore résolus avec ces deux approches. Tout d'abord, les quatre familles de lémuriens les plus étroitement apparentées ont divergé dans une fenêtre étroite d'environ 10 millions d'années, ce qui rend beaucoup plus difficile de classer les différentes séparations en se basant sur les données moléculaires. Ensuite cette divergence s'est produite il y a environ 42 millions d'années ; cette date lointaine crée un important bruit statistique pour ces techniques d'analyses.

## Classification au niveau des genres
Les premières classifications des genres de lémuriens différaient par un certain nombre de points de la taxonomie actuelle. Par exemple, les lémuriens à fourche ont été initialement classés dans le genre Lemur, puis dans le genre Microcebus avant d'être placés dans leur propre genre, Phaner,,, et Charles Immanuel Forsyth Major a déplacé l'espèce Cheirogaleus medius du genre Cheirogaleus dans un autre genre Opolemur mais cela n'a pas été accepté,. La taxonomie au niveau des genres est en grande partie stabilisée depuis la classification de Schwarz en 1931 mais un certain nombre de modifications ont été acceptées :
- le Maki catta (Lemur catta), le Maki vari (Varecia variegata) et les lémurs dits vrais étaient autrefois regroupés dans le même genre Lemur en raison d'une foule de ressemblances morphologiques. Par exemple, les squelettes du Maki catta et des lémuriens vrais sont presque indifférentiables[56]. Cependant, le Maki vari a été déplacé vers le genre Varecia en 1962[57] et, en raison des similitudes entre le Maki catta et les Hapalemur, en particulier en ce qui concerne la biologie moléculaire et les similitudes des glandes odorantes, les lémuriens vrais ont été déplacés vers le genre Eulemur en 1988[58],[56],[59]. Le genre Lemur est maintenant monotypique, ne contenant plus que Lemur catta ;
- en 2001, Colin Groves a conclu qu'en dépit des similitudes, le Grand Hapalémur était suffisamment différent des autres espèces du genre Hapalemur pour mériter son propre genre, monotypique, Prolemur[56],[60]. En 1931 Schwarz s'était opposé à cette séparation déjà suggérée par Pocock[24] ;
- initialement placées dans le genre Microcebus, deux espèces ont été déplacées dans leur propre genre, Mirza, en 1985 et en raison de différences de taille, de morphologie, de caractéristiques dentaires et de comportement[53],[61] ;
- le Chirogale à oreilles velues a d'abord été placé dans le genre Cheirogaleus en 1875 puis s'est avéré plus tard partager plus d'affinités avec le genre Microcebus. Toutefois, sa dentition et la structure de son crâne étaient suffisamment différentes pour lui justifier un genre propre, Allocebus[53],[62].

## Classification au niveau des espèces
La taxonomie des lémuriens est controversée et tous les experts ne sont pas d'accord, en particulier avec l'augmentation récente du nombre d'espèces connues,,. Selon Russell Mittermeier, président de Conservation International (CI), le taxonomiste Colin Groves et d'autres, il y a actuellement 101 espèces reconnues ou sous-espèces de lémuriens vivants, réparties en cinq familles et quinze genres. À l'inverse, d'autres experts estiment qu'il y a autour de cinquante espèces. Tous conviennent généralement que les lémuriens récemment disparus devraient être classés en trois familles, huit genres et dix-sept espèces,.
Au cours de deux décennies, selon certains experts, le nombre d'espèces de lémuriens reconnues a plus que doublé. En 1994, la première édition du guide pratique de Conservation International, Lemurs of Madagascar décrit 32 espèces distinctes mais la deuxième édition, en 2006, en comporte 68,. En décembre 2008, Russell Mittermeier, Colin Groves et d'autres experts ont écrit ensemble un article dans International Journal of Primatology répertoriant 99 espèces et sous-espèces. À la fin 2010, la 3e édition de Lemurs of Madagascar énumère 101 taxons. Ce nombre d'espèces est susceptible de poursuivre sa croissance dans les années à venir, car les études de terrain et les recherches en génétique cellulaire et moléculaire se poursuivent, en particulier sur les espèces cryptiques, comme celles appartenant au genre Microcebus, qui ne peuvent être distinguées visuellement.

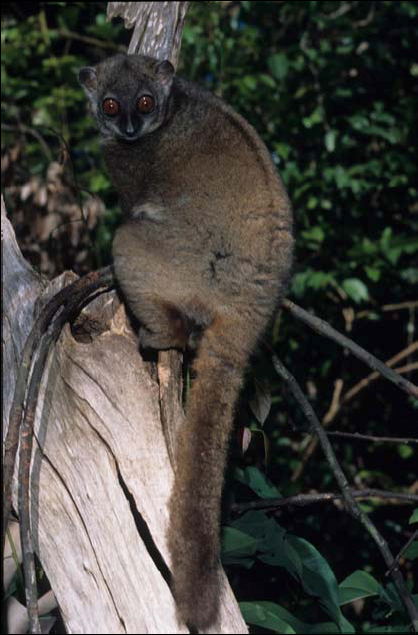
Le lépilémur de Sahamalaza (Lepilemur sahamalazensis) a été identifié comme espèce à part entière seulement en 2006.

Ce triplement en près de 15 ans n'a pas reçu de soutien universel parmi les taxonomistes et les chercheurs spécialistes des lémuriens. Dans de nombreux cas, les classifications dépendent de la compréhension de la notion d'espèce. En raison de l'état critique de la plupart des populations de primates malgaches, les taxonomistes et les écologistes favorisent parfois la séparation en de nombreuses espèces distinctes, espérant ainsi développer une stratégie efficace pour la conservation de l'ensemble de la diversité de lémuriens,. Implicitement, cela signifie qu'un statut d'espèce à part entière aidera à obtenir des subventions pour protéger des populations génétiquement distinctes.
La première grande vague de description de nouvelles espèces date de 2001, lorsque Colin Groves a élevé au rang d'espèce le Maki vari roux (Varecia rubra), cinq sous-espèces de lémurs vrais (Eulemur albifrons, E. albocollaris, E. collaris, E. rufus et E. sanfordi) et quatre sous-espèces de sifakas (Propithecus coquereli, P. deckenii, P. edwardsi et P. perrieri). Des élévations supplémentaires du rang de sous-espèce à celui d'espèce ont été faites dans les genres Eulemur et Propithecus dans les années qui ont suivi,,. Ces changements taxonomiques ainsi que d'autres ultérieurs sont en grande partie attribuables à un glissement vers le concept phylogénétique de l'espèce et ne sont pas universellement admis pour l'instant.
La croissance la plus explosive se trouve de loin dans les genres Microcebus et Lepilemur. En 2006, quinze nouvelles espèces de Lepilemur ont été décrites, avec trois nouvelles espèces déclarées en février, une espèce en juin et onze en septembre. Depuis, deux nouvelles espèces ont été décrites. Les différences morphologiques et génétiques semblent indiquer que ce sont de nouvelles espèces cryptiques, mais il y a encore débat pour savoir si ces nouvelles espèces méritent ce statut d'espèce à part entière ou ne doivent être considérées que comme des sous-espèces d'espèces qui avaient été identifiées précédemment,.
Au début, les lémurs vrais (genre Eulemur) et microcèbes (stricto sensu, genre Microcebus) étaient répartis en un petit nombre d'espèces avec plusieurs sous-espèces visuellement distinctes,. Les recherches moléculaires suggèrent une plus grande diversité dans ces genres, et certaines de ces sous-espèces ou des populations indifférentiables à l'œil ont été promues au rang d'espèce. Chez les microcèbes, l'augmentation du nombre d'espèces a juste été légèrement moins soudaine et spectaculaire que chez les eulémurs. Considéré par Ernst Schwarz en 1931 comme n'ayant qu'une espèce (en dehors du Microcèbe de Coquerel qui, malgré son nom n'est plus classé dans le genre Microcebus mais dans le genre Mirza), ce genre a été révisé pour contenir deux espèces, le Microcèbe mignon (Microcebus murinus) et le Microcèbe roux (M. rufus), qui après une étude de terrain approfondie en 1972 se sont révélés vivre en sympatrie dans le sud-est de Madagascar. Mais à l'époque, on n'avait trouvé le Microcèbe mignon que dans les parties les plus sèches du Nord, de l'Ouest et du Sud de l'île, tandis que le Microcèbe roux habitait les régions de forêt tropicale humide de l'Est. Cependant, on sait maintenant que la diversité de ces espèces et leur distribution est beaucoup plus complexe. Des révisions faites pendant les années 1990 et les années 2000 ont permis d'identifier de nombreuses nouvelles espèces par des tests génétiques utilisant l'ADN mitochondrial, et qui ont démontré que le genre était représenté par une multitude d'espèces cryptiques,,,. Parmi toutes ces espèces, beaucoup ont été définies par des tests d'ADN nucléaire.
Cependant, on se demande encore si certaines espèces n'ont pas été définies prématurément. L'anthropologue Ian Tattersall reconnaît 42 espèces de lémuriens en 1982, et fait part de sa préoccupation de voir des populations de lémuriens séparées géographiquement considérées comme des espèces à part entière alors que les sous-espèces de lémuriens ont pratiquement disparu. Selon lui, les taxonomistes confondent différenciation et spéciation, deux processus qui sont souvent sans rapport, tout en niant le rôle de la microévolution dans les processus évolutifs. Cependant, pour d'autres chercheurs faisant valoir le Lineage Species Concept, la divergence d'une lignée ou la différenciation définit le début d'une nouvelle espèce.
De nouvelles espèces ont été identifiées en raison de différences dans la morphologie, le caryotype, les séquences du cytochrome b et par d'autres tests génétiques, ainsi que par plusieurs combinaisons de ces méthodes. Lorsque l'ADN nucléaire (ADNn) a été testé conjointement avec l'ADN mitochondrial (ADNmt) dans microcèbes, quelques espèces, tel le microcèbe de Mamiratra (Microcebus mamiratra) se sont révélées impossibles à distinguer des autres espèces étroitement apparentées. Dans de tels cas, l'ADN nucléaire ne varie pas, mais l'ADN mitochondrial qui avait été utilisé pour définir l'espèce comme distincte était différent. Les différences de résultats entre les ADNn, qui est hérité des deux parents, et de l'ADNm, qui est hérité de la mère (effet maternel), a été attribué à la philopatrie des femelles, celles-ci restent à l'intérieur ou à proximité de leur zone natale, alors que les mâles se dispersent. Puisque la population isolée connue sous le nom de Microcebus mamiratra a des ADN mitochondriaux distincts, mais pas des ADN nucléaires, elle est susceptible de contenir une population descendant d'un groupe toujours lié de femelles, mais qui se disperse encore et se mélange (« dilution génétique ») avec les populations avoisinantes.
Traditionnellement, la caryologie est considérée comme un moyen de déterminer le statut des espèces. Chez les lémuriens étudiés à ce jour, le nombre diploïde de chromosomes varie entre 2n = 20 et 2n = 66. Dans le cas des eulémurs, le nombre varie de 2n = 48 à 2n = 60 chromosomes alors que leurs tailles individuelles varient considérablement.
Parfois, des distinctions sont faites en raison de très légères différences dans la coloration du pelage. Par exemple, trois types de microcèbes différant nettement par la couleur ont été découverts dans une étude pluri-annuelle dans la réserve de Beza Mahafaly, dans le sud de Madagascar, mais les tests ADN ont révélé qu'ils appartenaient tous à une seule espèce, le Microcèbe gris-roux (Microcebus griseorufus). Pour cette raison, des recherches supplémentaires sont nécessaires pour confirmer ou non les séparations récentes d'espèces. Seules des études détaillées de la morphologie, l'écologie, le comportement et la génétique peuvent permettre de déterminer le nombre réel des espèces de lémuriens.
|              | 1931 Schwarz | 1931 Schwarz | 1982 Tattersall | 1982 Tattersall | 1994 Mittermeier et al. | 1994 Mittermeier et al. | 2005 Groves | 2005 Groves  | 2006 Mittermeier et al. | 2006 Mittermeier et al. | 2010 Mittermeier et al. | 2010 Mittermeier et al. |
| genre        | espèces      | sous-espèces | espèces         | sous-espèces    | espèces                 | sous-espèces            | espèces     | sous-espèces | espèces                 | sous-espèces            | espèces                 | sous-espèces            |
| Allocebus    | –            | –            | 1               | 0               | 1                       | 0                       | 1           | 0            | 1                       | 0                       | 1                       | 0                       |
| Avahi        | 1            | 2            | 1               | 2               | 2                       | 0                       | 3           | 0            | 4                       | 0                       | 9                       | 0                       |
| Cheirogaleus | 3            | 4            | 2               | 0               | 2                       | 0                       | 7           | 0            | 7                       | 0                       | 5                       | 0                       |
| Daubentonia  | 1            | 0            | 1               | 0               | 1                       | 0                       | 1           | 0            | 1                       | 0                       | 1                       | 0                       |
| Eulemur      | –            | –            | –               | –               | 5                       | 8                       | 11          | 2            | 10                      | 2                       | 12                      | 0                       |
| Hapalemur    | 2            | 2            | 2               | 3               | 3                       | 3                       | 4           | 2            | 5                       | 0                       | 5                       | 3                       |
| Indri        | 1            | 0            | 1               | 0               | 1                       | 0                       | 1           | 2            | 1                       | 0                       | 1                       | 0                       |
| Lemur,       | 6            | 7            | 4               | 7               | 1                       | 0                       | 1           | 0            | 1                       | 0                       | 1                       | 0                       |
| Lepilemur    | 2            | 0            | 1               | 6               | 7                       | 0                       | 8           | 0            | 8                       | 0                       | 26                      | 0                       |
| Microcebus   | 2            | 2            | 2               | 0               | 3                       | 0                       | 8           | 0            | 12                      | 0                       | 18                      | 0                       |
| Mirza        | –            | –            | 1               | 0               | 1                       | 0                       | 1           | 0            | 2                       | 0                       | 2                       | 0                       |
| Phaner       | 1            | 0            | 1               | 0               | 1                       | 4                       | 4           | 0            | 4                       | 0                       | 4                       | 0                       |
| Prolemur     | –            | –            | –               | –               | –                       | –                       | 1           | 0            | 1                       | 0                       | 1                       | 0                       |
| Propithecus  | 2            | 9            | 2               | 9               | 3                       | 8                       | 7           | 4            | 9                       | 0                       | 9                       | 0                       |
| Varecia      | –            | –            | 1               | 2               | 1                       | 2                       | 1           | 4            | 2                       | 3                       | 2                       | 3                       |
| Totaux       | 21           | 26           | 20              | 29              | 32                      | 25                      | 59          | 14           | 68                      | 5                       | 97                      | 6                       |
| Totaux       | 38           | 38           | 42              | 42              | 50                      | 50                      | 67          | 67           | 71                      | 71                      | 101                     | 101                     |